# Ficus endochaete
Ficus endochaete är en mullbärsväxtart som beskrevs av Summerhayes. Ficus endochaete ingår i släktet fikonsläktet, och familjen mullbärsväxter. Inga underarter finns listade i Catalogue of Life.